# Oisy (Aisne)
Oisy település Franciaországban, Aisne megyében. Lakosainak száma 459 fő (2022. január 1.). Oisy Bergues-sur-Sambre, Boué, Étreux, Fesmy-le-Sart, Wassigny, Mazinghien és Rejet-de-Beaulieu községekkel határos.

## Népesség
A település népességének változása:
| Lakosok száma | 508  | 505  | 473  | 411  | 456  | 467  | 466  | 471  | 476  | 459  |
|               | 1968 | 1982 | 1990 | 2006 | 2013 | 2015 | 2017 | 2019 | 2020 | 2022 |